# 케토스

케토스 중 하나인 프럭토스의 분자 구조. 케톤기는 이중 결합된 산소이다.

케토스(영어: ketose)는 분자 내에 하나의 케톤기를 가지고 있는 단당류이다.
세 개의 탄소 원자로 구성된 다이하이드록시아세톤은 모든 케토스 중에서 가장 단순한 형태이며, 광학 활성이 없는 유일한 케토스이다. 케토스는 카르보닐기가 분자 말단에 위치할 때 알도스로 이성질화 될 수 있다. 케토스가 알도스로 이성질화되면 환원당이 된다.

## 케토스의 목록
|  |

아래에 열거한 모든 케토스들은 2번 탄소 자리가 케톤이다.
- 삼탄당: 다이하이드록시아세톤
- 사탄당: 에리트룰로스
- 오탄당: 리불로스, 자일룰로스
- 육탄당: 프럭토스, 프시코스, 소르보스, 타가토스
- 칠탄당: 세도헵툴로스

## 정성 반응
케토스에 대한 일반적인 정성 반응은 셀리바노프 반응이다.

## 같이 보기
- 탄수화물
- 단당류
- 알도스